# 公告牌音乐奖
公告牌音乐奖（英語：Billboard Music Award，簡稱BBMA）是由美国音乐杂志《公告牌》主辦的音乐奖。首屆告示牌音樂獎舉辦於1989年，该奖项于每年12月左右举行，2007年至2010年停辦四屆，2011年5月重新舉辦迄今，2023年告示牌音樂獎是第30屆告示牌音樂獎，將於美國時間11月19日舉行。截至2024年，累積獲獎總數最多者為美國女歌手泰勒·斯威夫特（49項）；次多者為加拿大男歌手德雷克（41項）。

## 颁奖流程
不同于格莱美奖等奖项通过投票决出赢家，公告牌音乐奖由尼尔森提供全美销售、下载、播放数据生成榜单，最终赢家根据年终榜单表现来决定。奖项颁给每一音乐类型中的赢家。

## 奖项
2006年以前，奖项總數與名称均無變動。2011年，所有奖项都被重命名为“最佳 + 奖项名”（Top [award title]）的形式。原奖项名中的“年度”字样均被去除，部分奖项进一步做了调整。

### 目前奖项
- 最佳歌手（Top Artist）
- 最佳新人（Top New Artist）
- 最佳男歌手（Top Male Artist）
- 最佳女歌手（Top Female Artist）
- 最佳組合（英语：Billboard Music Award for Top Duo/Group）（Top Duo/Group）
- 最佳二百強藝人（英语：Billboard Music Award for Top Billboard 200 Artist）（Top Billboard 200 Artist）
- 最佳二百強專輯（英语：Billboard Music Award for Top Billboard 200 Album）（Top Billboard 200 Album）
- 最佳百強藝人（英语：Billboard Music Award for Top Hot 100 Artist）（Top Hot 100 Artist）
- 最佳百強單曲（英语：Billboard Music Award for Top Hot 100 Song）（Top Hot 100 Song）
- 最佳巡演藝人（英语：Billboard Music Award for Top Touring Artist）（Top Touring Artist）
- 最暢銷藝人（英语：Billboard Music Award for Top Song Sales Artist）（Top Song Sales Artist，2016年開始）
- 最暢銷專輯（英语：Billboard Music Award for Top Selling Album）（Top Selling Album，2018年開始）
- 最暢銷單曲（英语：Billboard Music Award for Top Selling Song）（Top Selling Song，2016年開始）
- 最佳電台藝人（英语：Billboard Music Award for Top Radio Songs Artist）（Top Radio Songs Artist）
- 最佳電台單曲（英语：Billboard Music Award for Top Radio Song）（Top Radio Song）
- 最佳串流藝人（英语：Billboard Music Award for Top Streaming Artist）（Top Streaming Artist）
- 最佳串流單曲（英语：Billboard Music Award for Top Streaming Song (Audio)）（Top Streaming Song (Audio)）
- 最佳串流音樂錄影帶（英语：Billboard Music Award for Top Streaming Song (Video)）（Top Streaming Song (Video)）
- 最佳合唱單曲（英语：Billboard Music Award for Top Collaboration）（Top Collaboration，2017年開始）
- 最佳節奏藍調藝人（英语：Billboard Music Award for Top R&B Artist）（Top R&B Artist）
- 最佳節奏藍調男歌手（英语：Billboard Music Award for Top R&B Male Artist）（Top R&B Male Artist，2018年開始）
- 最佳節奏藍調女歌手（英语：Billboard Music Award for Top R&B Female Artist）（Top R&B Female Artist，2018年開始）
- 最佳節奏藍調專輯（英语：Billboard Music Award for Top R&B Artist）（Top R&B Album）
- 最佳節奏藍調單曲（英语：Billboard Music Award for Top R&B Song）（Top R&B Song）
- 最佳節奏藍調演唱會（英语：Billboard Music Award for Top R&B Tour）（Top R&B Tour，2017年開始）
- 最佳饒舌男歌手（英语：Billboard Music Award for Top Rap Artist）（Top Rap Male Artist，2018年開始）
- 最佳饒舌女歌手（英语：Billboard Music Award for Top Rap Female Artist）（Top Rap Female Artist，2018年開始）
- 最佳饒舌專輯（英语：Billboard Music Award for Top Rap Album）（Top Rap Album）
- 最佳饒舌單曲（英语：Billboard Music Award for Top Rap Song）（Top Rap Song）
- 最佳饒舌演唱會（英语：Billboard Music Award for Top Rap Tour）（Top Rap Tour，2017年開始）
- 最佳鄉村藝人（英语：Billboard Music Award for Top Country Artist）（Top Country Artist）
- 最佳鄉村男歌手（英语：Billboard Music Award for Top Country Male Artist）（Top Country Male Artist，2018年開始）
- 最佳鄉村女歌手（英语：Billboard Music Award for Top Country Female Artist）（Top Country Female Artist，2018年開始）
- 最佳鄉村組合（英语：Billboard Music Award for Top Country Duo/Group Artist）（Top Country Duo/Group Artist，2018年開始）
- 最佳鄉村專輯（英语：Billboard Music Award for Top Country Album）（Top Country Album）
- 最佳鄉村單曲（英语：Billboard Music Award for Top Country Song）（Top Country Song）
- 最佳鄉村演唱會（英语：Billboard Music Award for Top Country Tour）（Top Country Tour，2017年開始）
- 最佳搖滾藝人（Top Rock Artist）
- 最佳搖滾專輯（英语：Billboard Music Award for Top Rock Album）（Top Rock Album）
- 最佳搖滾單曲（英语：Billboard Music Award for Top Rock Song）（Top Rock Song）
- 最佳搖滾演唱會（英语：Billboard Music Award for Top Rock Tour）（Top Rock Tour，2017年開始）
- 最佳拉丁藝人（英语：Billboard Music Award for Top Latin Artist）（Top Latin Artist）
- 最佳拉丁專輯（英语：Billboard Music Award for Top Latin Album）（Top Latin Album）
- 最佳拉丁單曲（英语：Billboard Music Award for Top Latin Song）（Top Latin Song）
- 最佳舞曲/電子藝人（Top Dance/Electronic Artist，2014年開始）
- 最佳舞曲/電子專輯（英语：Billboard Music Award for Top Dance/Electronic Album）（Top Dance/Electronic Album，2014年開始，原為最佳舞曲藝人與最佳電子藝人）
- 最佳舞曲/電子單曲（英语：Billboard Music Award for Top Dance/Electronic Song）（Top Dance/Electronic Song，2014年開始）
- 最佳基督藝人（英语：Billboard Music Award for Top Christian Artist）（Top Christian Artist）
- 最佳基督專輯（英语：Billboard Music Award for Top Christian Album）（Top Christian Album）
- 最佳基督單曲（英语：Billboard Music Award for Top Christian Song）（Top Christian Song）
- 最佳福音藝人（英语：Billboard Music Award for Top Gospel Artist）（Top Gospel Artist，2016年開始）
- 最佳福音單曲（英语：Billboard Music Award for Top Gospel Song）（Top Gospel Album，2016年開始）
- 最佳福音專輯（英语：Billboard Music Award for Top Gospel Album）（Top Gospel Song，2016年開始）
- 最佳原聲帶（英语：Billboard Music Award for Top Soundtrack）（Top Soundtrack，1993，1998，2000，2006，2015年至今）
- 最佳社群媒體藝人（Top Social Artist，粉絲投票）
- 偶像獎（Icon Award）
- 排行榜成就獎（Billboard Chart Achievement，2015年開始，粉絲投票）

### 已取消奖项（1990–2017）
- Top Alternative Album
- Top Alternative Artist
- Top Alternative Song
- Top Classical Crossover Artist
- Top Classical Crossover Album
- Top Country Collaboration (2017年)
- Top Dance Artist (2013年停頒)
- Top Dance Album (2013年停頒)
- Top Dance Song (2013年停頒)
- Top Digital Media Artist (until 2012)
- Top Digital Songs Artist (until 2015)
- Top Digital Song (until 2015)
- Top EDM Artist (2013年停頒)
- Top EDM Album (2013年停頒)
- Top EDM Song (2013年停頒)
- Top Independent Artists
- Top Independent Album
- Top Modern Rock Artist
- Top Modern Rock Track
- Top New Male Artist
- Top New Female Artist
- Top New Group/Band
- Top New Song
- Top Pop Song (2013年停頒)
- Top Pop Album (2013年停頒)
- Top Pop Artist (2013年停頒)
- Top Pop Punk Artist
- Top Rap Artist (2017年停頒)
- Top R&B Collaboration (2017年)
- Top Rap Collaboration (2017年)
- Top Rhythmic Top 40 Title
- Top Selling Single
- Top Soundtrack Single of the Year
- Milestone Award (2013年-2014年)

## 最多獎項的歌手
目前獲獎最多的是加拿大饒舌歌手德雷克（Drake），他擁有34個告示牌音樂獎。
| 歌手/團體     | 獲獎次數 | 描述                   |
| ------------- | -------- | ---------------------- |
| 德雷克        | 34       | 獲獎最多的歌手及男歌手 |
| 泰勒·斯威夫特 | 29       | 獲獎最多的女歌手       |
| 小賈斯汀      | 26       |                        |
| 加斯‧布魯克斯 | 19       |                        |
| 愛黛兒        | 18       |                        |
| 阿姆          | 18       |                        |
| 亞瑟小子      | 17       |                        |
| 惠特妮‧休斯頓 | 16       |                        |
| 瑪麗亞·凱莉   | 14       |                        |
| 蕾哈娜        | 12       |                        |
| 里歐·強       | 11       |                        |
| 卡麗·安德伍   | 11       |                        |
| 珍妮·杰克逊   | 11       |                        |
| 玛丽·布莱姬   | 10       |                        |
| 天命真女      | 10       | 獲獎最多的團體         |
| 50分錢        | 10       |                        |

## 頒獎典禮
自从其初创以来，公告牌音乐奖頒獎典禮一直由福克斯电视网播出，但是由于协议到期和其他不可预见的因素，奖项在2007年被取消。2008年，尝试重办该奖卻失败，一直到2011年才開始重新舉辦頒獎典禮。
2011年2月17日，《公告牌》宣布它将重启公告牌音乐奖的电视直播，2011年5月22日起改由美国广播公司播出。